# Chýnovská jeskyně

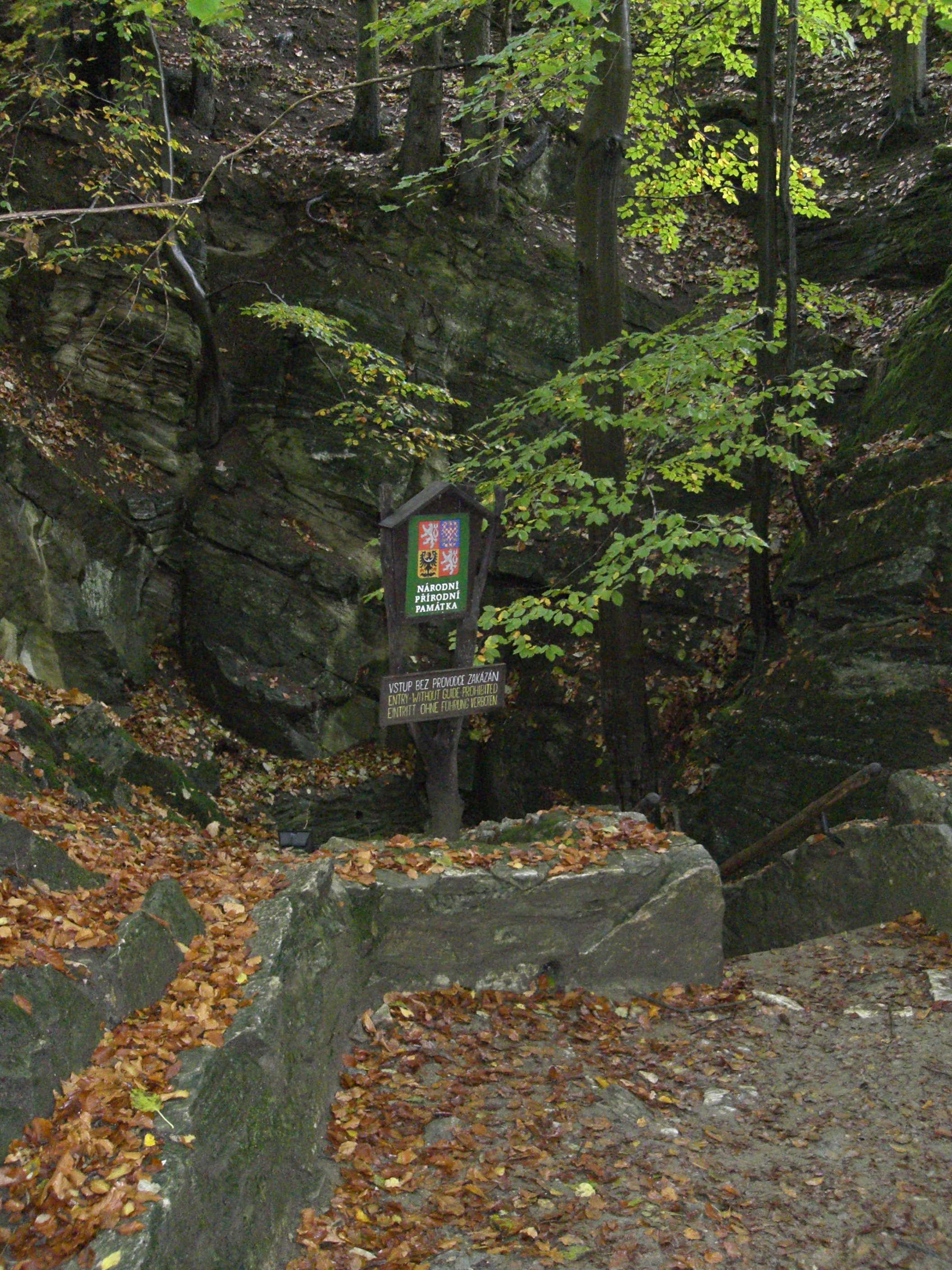
Ingang naar de grot

De Chýnovská jeskyně ("grot van Chýnov") is een karstgrot in de Tsjechische okres Tábor. De grot bevindt zich in de Chýnovský kras ("karst van Chýnov") ten noordoosten van het stadje Chýnov, tussen de dorpen Velmovice en Dolní Hořice in de heuvel Pacova hora. De grot van Chýnov was de eerste toeristische grot die werd opengesteld in Bohemen.

## Geschiedenis
Sinds de 15e eeuw bevond zich hier een kalkoven. Aan de westzijde van de Pacova hora bevindt zich sinds 1747 een kalksteengroeve. Meer kalksteengroeven bevinden zich ten oosten van de Kladrubská hora.
De steenhouwer Vojtěch Rytíř stootte in 1863 op de grot nadat zijn houweel erin was gevallen. De grot werd publiekelijk toegankelijk gemaakt door middel van een stenen trap en in 1868 opengesteld voor bezoekers.
De Chýnovská jeskyně heeft een hoogte van 42 meter en is tot 220 meter begaanbaar. De grot wordt omsloten door marmerlagen met witte, gele en bruinachtige kleuren, alsook door donker amfiboliet, die ogen vormt in de wanden.